# 刘国湘
刘国湘（1951年7月—），湖南益阳人。1973年6月加入中国共产党。湖南农学院干部专修科毕业。历任中共益阳县委常委、赫山镇党委书记，县委副书记、县长、县委书记；益阳市委常委、秘书长、副书记、代市长、市长等职。2006年9月改任湖南省统计局局长，2008年5月起任湖南省工商行政管理局局长。2011年10月退二线，任中共湖南省委督办专员。